# 如意坊駅
如意坊駅（にょいぼうえき、中文表記: 如意坊站）は、中華人民共和国広東省広州市茘湾区黄沙大道にある広州地下鉄6号線及び11号線の駅。

## 歴史
- 2013年12月28日：6号線の駅として開業[1]。
- 2024年12月28日：11号線の開業により、乗り換え駅となる[2]。

## 駅構造
両線とも島式ホーム1面2線を有する地下駅。6号線坦尾側に引き上げ線が1線ある。
2006年、6号線如意坊駅の建設が開始され、当初の設計ではオープンカットによるコンコースとシールドによるホームの組み合わせが計画されていました。しかし2007年10月5日午前3時、工事現場で突然の湧水が発生し、300平方メートルの地面が約5～6メートル陥没する事故が起こりました。翌日6時30分までに、陥没部分は全てコンクリートで埋め戻されました。
その後、如意坊駅の設計は変更され、暗渠工法から全面的な開削工法によるホーム建設に改められました。さらに、当時計画中だった環状線（現11号線）の通過を見据え、駅設計には環状線用の構造物が一部予め組み込まれています。ただし、駅西端の引き上げ線トンネルは既に完成していたため、駅構内の線路間隔は当初設計の26メートルを維持せざるを得ませんでした。この結果、6号線ホームの幅員は23メートルという広大な島式ホームとなり、当時は広州地下鉄で最も広いホームとして記録されました、この記録は2020年開業の華林寺駅に更新され、同駅ホーム中央部の開削部分は約26メートルの幅員があります。

### のりば
| 番線                    | 路線     | 方向   | 行先                       |
| ----------------------- | -------- | ------ | -------------------------- |
| 6号線ホーム（地下6階）  |          |        |                            |
| 1                       | ■ 6号線  | 上り   | 香雪方面                   |
| 2                       | ■ 6号線  | 下り   | 潯峰崗方面                 |
| 11号線ホーム（地下5階） |          |        |                            |
| 3                       | ■ 11号線 | 外回り | 芳村・沙涌・琶洲方面       |
| 4                       | ■ 11号線 | 内回り | 彩虹橋・雲台花園・員村方面 |

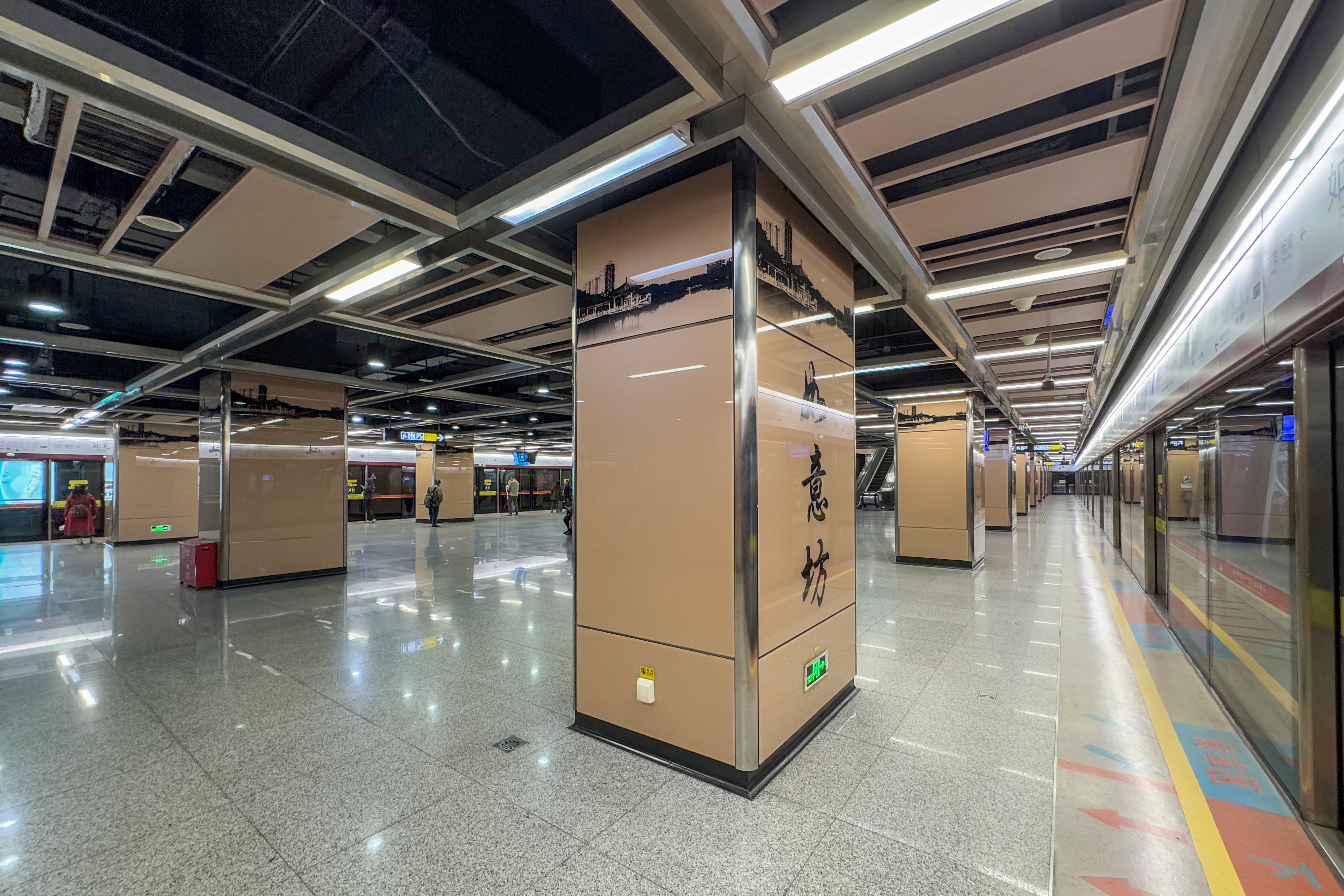
6号線ホーム
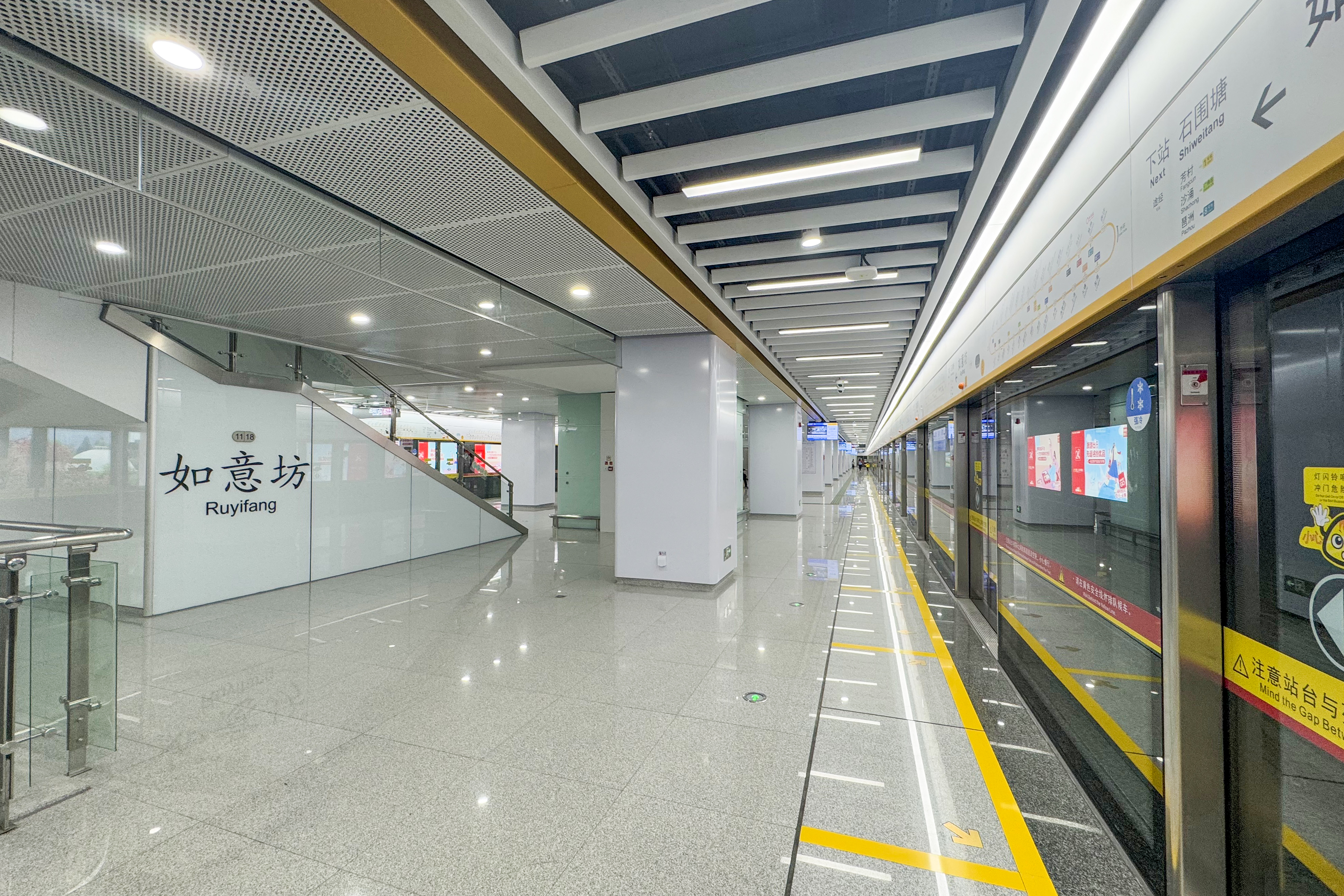
11号線ホーム
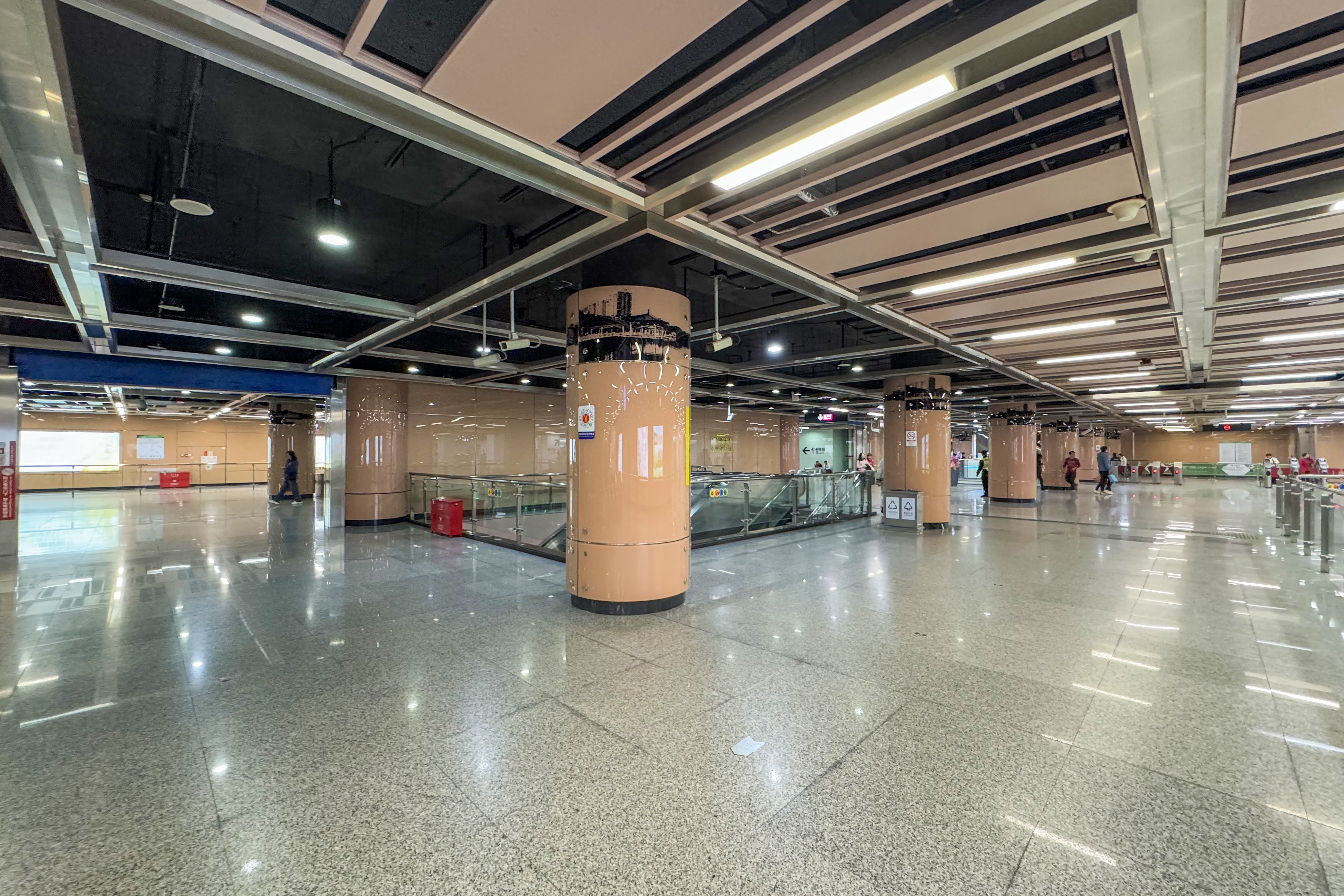
6号線コンコース
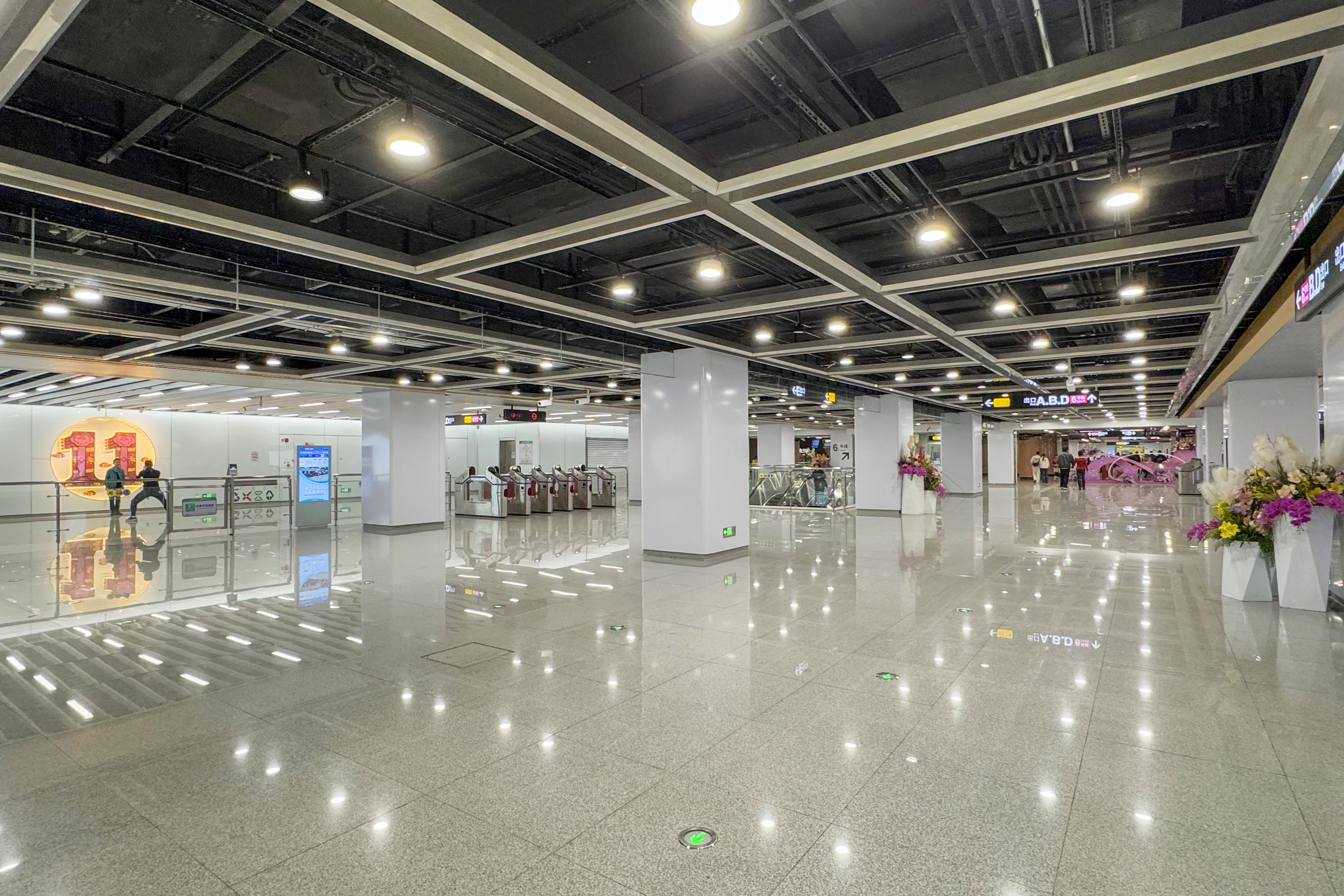
11号線コンコース

## 駅周辺
- 如意乾果市場
- 新風港
- 広東省水文局

## 隣の駅
広州地下鉄
■ 6号線
坦尾駅 605 - 如意坊駅 606 - 黄沙駅 607
■ 11号線
中山八駅 1117 - 如意坊駅 1118 - 石囲塘駅 1119